# Formozygaena shibatai
Formozygaena shibatai is een vlinder uit de familie van de bloeddrupjes (Zygaenidae). De wetenschappelijke naam van de soort is voor het eerst geldig gepubliceerd in 1987 door Inoue.